# Боронук
Боронук (рос. Боронук) — село Верхоянського улусу, Республіки Саха Росії. Входить до складу Бабушкинського сільського поселення.
Населення — 364 особи (2002 рік).
Село розташоване за 107 кілометрів від адміністративного центру улусу — міста Верхоянська.